# Ricardo Goulart
Ricardo Goulart Pereira, noto come Ricardo Goulart (São José dos Campos, 5 giugno 1991), è un ex calciatore brasiliano, di ruolo attaccante.

## Biografia
È il fratello di Juninho, ex calciatore.

## Caratteristiche tecniche
Seconda punta, giocava anche come centrocampista offensivo e ala su entrambe le fasce.

## Carriera

### Club
Il 1º gennaio 2013 il Cruzeiro lo preleva dal Coimbra in cambio di 2 milioni di euro. Il 13 gennaio 2015, passa per 15 milioni di euro al Guangzhou Evergrande e firma un contratto della durata di quattro anni.

### Nazionale
Nel 2014 ha giocato una partita con la nazionale brasiliana.

## Statistiche

### Presenze e reti nei club
Statistiche aggiornate al 15 gennaio 2019.
| Stagione               | Squadra                | Campionato             | Campionato | Campionato | Coppe nazionali | Coppe nazionali | Coppe nazionali | Coppe continentali | Coppe continentali | Coppe continentali | Altre coppe | Altre coppe | Altre coppe | Totale | Totale |
| Stagione               | Squadra                | Comp                   | Pres       | Reti       | Comp            | Pres            | Reti            | Comp               | Pres               | Reti               | Comp        | Pres        | Reti        | Pres   | Reti   |
| ---------------------- | ---------------------- | ---------------------- | ---------- | ---------- | --------------- | --------------- | --------------- | ------------------ | ------------------ | ------------------ | ----------- | ----------- | ----------- | ------ | ------ |
| 2011                   | Internacional          | PD/RS+A                | 7+10       | 4+1        | -               | -               | -               | CL                 | 1                  | 0                  | -           | -           | -           | 18     | 5      |
| 2012                   | Goiás                  | PD/GO+B                | 21+34      | 9+12       | CB              | 8               | 4               | -                  | -                  | -                  | -           | -           | -           | 63     | 25     |
| 2013                   | Cruzeiro               | M1/MG+A                | 10+33      | 3+10       | CB              | 6               | 1               | -                  | -                  | -                  | -           | -           | -           | 49     | 14     |
| 2014                   | Cruzeiro               | M1/MG+A                | 10+26      | 1+15       | CB              | 5               | 0               | CL                 | 9                  | 4                  | -           | -           | -           | 50     | 20     |
| Totale Cruzeiro        | Totale Cruzeiro        | Totale Cruzeiro        | 20+59      | 4+25       |                 | 11              | 1               |                    | 9                  | 4                  |             | -           | -           | 99     | 34     |
| 2015                   | Guangzhou Ever.        | CSL                    | 27         | 19         | CC              | 0               | 0               | ACL                | 14                 | 8                  | SC+Cmc      | 1+3         | 0           | 45     | 27     |
| 2016                   | Guangzhou Ever.        | CSL                    | 29         | 19         | CC              | 7               | 4               | ACL                | 6                  | 3                  | SC          | 1           | 2           | 43     | 28     |
| 2017                   | Guangzhou Ever.        | CSL                    | 29         | 20         | CC              | 1               | 0               | ACL                | 10                 | 7                  | SC          | 1           | 0           | 42     | 27     |
| 2018                   | Guangzhou Ever.        | CSL                    | 19         | 13         | CC              | -               | -               | ACL                | 8                  | 7                  | SC          | 1           | 1           | 28     | 21     |
| Totale Guangzhou Ever. | Totale Guangzhou Ever. | Totale Guangzhou Ever. | 104        | 71         |                 | 8               | 4               |                    | 41                 | 25                 |             | 7           | 3           | 157    | 103    |
| Totale carriera        | Totale carriera        | Totale carriera        | 255        | 126        |                 | 27              | 9               |                    | 51                 | 29                 |             | 7           | 3           | 340    | 167    |

### Cronologia presenze e reti in nazionale
| Cronologia completa delle presenze e delle reti in nazionale ― Brasile | Cronologia completa delle presenze e delle reti in nazionale ― Brasile | Cronologia completa delle presenze e delle reti in nazionale ― Brasile | Cronologia completa delle presenze e delle reti in nazionale ― Brasile | Cronologia completa delle presenze e delle reti in nazionale ― Brasile | Cronologia completa delle presenze e delle reti in nazionale ― Brasile | Cronologia completa delle presenze e delle reti in nazionale ― Brasile | Cronologia completa delle presenze e delle reti in nazionale ― Brasile |
| Data                                                                   | Città                                                                  | In casa                                                                | Risultato                                                              | Ospiti                                                                 | Competizione                                                           | Reti                                                                   | Note                                                                   |
| ---------------------------------------------------------------------- | ---------------------------------------------------------------------- | ---------------------------------------------------------------------- | ---------------------------------------------------------------------- | ---------------------------------------------------------------------- | ---------------------------------------------------------------------- | ---------------------------------------------------------------------- | ---------------------------------------------------------------------- |
| 9-9-2014                                                               | East Rutherford                                                        | Brasile                                                                | 1 – 0                                                                  | Ecuador                                                                | Amichevole                                                             | -                                                                      | 46’                                                                    |
| Totale                                                                 |                                                                        | Presenze                                                               | 1                                                                      |                                                                        | Reti                                                                   | 0                                                                      |                                                                        |

## Palmarès

### Club

#### Competizioni statali
- Campionato Goiano: 2

Goias: 2012, 2013
- Campionato Mineiro: 1

Cruzeiro: 2014

#### Competizioni nazionali
- Campionato brasiliano: 2

Cruzeiro: 2013, 2014
- Campionato cinese: 3

Guangzhou Evergrande: 2015, 2016, 2017
- Coppa della Cina: 1

Guangzhou Evergrande: 2016
- Supercoppa di Cina: 3

Guangzhou Evergrande: 2016, 2017, 2018

#### Competizioni internazionali
- AFC Champions League: 1

Guangzhou Evergrande: 2015

### Individuale
- Bola de Ouro: 1

2014
- Capocannoniere dell'AFC Champions League: 1

2015 (8 gol)
- Miglior giocatore dell'AFC Champions League: 1

2015
- Capocannoniere del campionato cinese: 1

2016 (19 gol)